# На другому березі
«На другому березі» – незакінчений роман українського письменника Богдана-Ігоря Антонича. 
Вперше фрагменти роману, як і інші прозові напрацювання, було надруковано в журналі «Сучасність» 1992 року, згодом увійшли до видання «Твори» 1998 року, врешті з’явилися в «Повному зібранні творів».
Окрім роману «На другому березі», до прозового доробку Богдана-Ігоря Антонича також належать «Політик» (сатиричний гротеск), новела «Три мандоліни» та інші твори у фрагментах.

## Сюжет
Роман Б.-І. Антонича «На другому березі» є історією про дружбу, нещасливе кохання, дорослішання, проблему неоднозначності життя, а також сутність і мету поезії. 
На початку читач знайомиться з «трохи дивним юнаком» Марком Мартовичем, до якого приїздить кращий друг Ігор Забарський. Вони обидва закохалися в одну й ту ж саму дівчину, Соню, яка врешті розв’язує любовний трикутник, між двома юнаками обравши Ігора. 
Ігор, проте, поступається перед другом, гукнувши йому з вікна вагону: «Будь щасливий… з нею!", і ця фраза була його останніми адресованими Маркові словами. 
Соня пише Мартовичу довгого листа, де зізнається в своїх почуттях до його друга й просить Марка допомогти їй відшукати коханого. Та невдовзі юнак натрапляє в газеті на жахливу новину про те, що Ігора переїхав вантажний самохід. 
Після цього Марком раптово зустрічає на вулиці Соню, але розмова не зав’яжеться, і їхні шляхи навіки розходяться. 
Соня втрачає честь, і це дуже болісно переживає її батько, старий Шут. Він йде до начальника залізничної станції, підозрюваного в причетності до цієї події, і, після того, як той називає Соню повією, вбиває його. 

Далі перед читачем постає телеграфіст Сойка, в душі невиправний поет. Одного дня на станцію прибуває Соня, яка для чогось шукає Марка, і телеграфіст закохується в цю дівчину, відтепер вона його муза. 
|  | Чистий та ясний образ Соні беріг у підсвідомості… |

Далі йде повість «На другому березі» (Лірична повість), що увійшла до складу роману. Написано її від імені головного героя Марка Мартовича. Цю частину твору присвячено спогадам юнака про їхнє спільне з другом Ігорем минуле, дитячі роки, сповнені пригод та незабутніх вражень. 
Ще малими хлопчиками Марко й Ігор ставили собі складні філософські питання: 
|  | …чому одні речі дозволені, а другі ні, чому це вільно, а цього ні, та далі чому одному те вільно, що другому заборонено? |

Вельми дивним здавався друзям поділ іменників на три граматичні роди: чоловічий, жіночий та ніякий (середній). На основі цього вони створюють химерну теорію про три поли та доходять невтішного висновку, що діти є «ніякими» людьми, тими, кому все заборонено. Ця несправедливість дуже хвилює дитячі душі хлопців. 
Далі Марко розповідає про їхню з Ігорем подорож у ліс на другому березі ріки. В один момент вони випадково відбилася від гурту дітлахів і були змушені провести в лісі кілька годин. Там хлопців застає страшна злива, блискавка вдаряє у високе дерево, і діти раптом чують людський крик. В їхніх душах борються страх перед невідомим та бажання віднайти джерело крику – цю людину, здатну порушити їхню самотність.
Врешті Марко й Ігор натрапляють на молоду дівчину, яка лежить непритомно під враженим блискавкою деревом. Саме тоді вони вперше в житті бачать жіноче тіло, і саме тоді перед ними відкривається істина – двобічність цього життя, його багатогранність, знання про її «два береги».
|  | Ми мали враження, мовби одночасно сповнювали злочин і обов’язок, гріх і добрий учинок, щось заборонене й щось приказане. Почуття умовності, двобічності сливе кожної речі й кожної події лишилося в нас з цього часу назавжди |

Тут натрапляємо на очевидну біблійну алюзію.

## Персонажі
Марко Мартович – один з головних персонажів, студент і молодий письменник. На початку твору, перш ніж назвати ім’я свого героя, автор аналізує внутрішній стан Марка, здійснює своєрідний нарис його душі: 
|  | В чернетці свідомості записував враження жадібно, пристрасно, скоро, без застанови. Був п’яний від мрій і від своїх двадцяти літ. Мав найбільший скарб людини – спроможність зворушення, Божий дар захоплення. |

Після споглядання цього вельми детально виписаного портрету, читач нарешті знайомиться з самим героєм, якого люб’язно відрекомендовує автор: 
|  | Представляю героя моєї повісті. Марко – таке ймення мав син судді Мартовича – це був трохи дивний юнак. |

Ігор Забарський – кращий друг Мартовича, молодий учений-хімік. Товаришуючи з раннього дитинства, вони ніби з самого народження складали один цілісний образ, були немов двома невід’ємними половинками однієї спільної душі. 
Свідченням цього стануть рядки, в яких Марко описує свій стан по смерті друга: 
|  | …мав дивне враження, що якась дуже важка струна мого «я» раптово тріснула, перервалася й уже більше не грає. Струна єдина, незабутня, доконечна, необхідна, нічим не замінна. |

Ігор постає в романі своєрідною персоніфікацією кращого боку «я» головного героя, його ідеальним уявленням про себе. Саме в цей ідеал закохується Соня. 
Соня Шут – кохана Марка й Ігоря. В тексті її позбавлено якихось чітких обрисів, її образ подано доволі схематично й розпливчасто. Вся характеристика Соні обмежується трьома короткими, проте, неоднозначними реченнями: 
|  | Я знав дівчину. Мала дзвінке ймення: Соня. Але її тепер уже немає. |

Старий Шут – батько Соні, який вкрай болісно переживає дізнання правди про доньку. 
Степан Сойка – телеграфіст, маленька людина, всередині якої живе непереможний романтик і поет. У вільний час він пише вірші, а інколи й довгі листи до «Далекої Незнайомої», яка мешкає на «Соняшній» вулиці у фантастичному місті під назвою «Казка». Одного разу Сойка зустрічає Соню, яка спочатку здається йому «тією самою», до якої він вислав стільки листів, та виявилося, що дівчина шукає Марка Мартовича. 
Сойка безнадійно закохується в Соню, образ якої відтепер поселився в його вразливій душі. 
У певний момент всередині Степана стається розкол. З неясної причини раптом з’являється в його поводженні фальш, нещирість, цинізм. Під шатами брутальності й нахабства, робленої веселості герой намагається приховати від стороннього ока свої вроджені риси – мрійливість, вразливість душі та схильність до філософствувань. Степан Сойка – ще одне втілення наскрізного в романі мотиву двійництва.

## Символ «другого берега»
Назва незакінченого роману Б.-І. Антонича – «На другому березі» – ховає в собі багатозначний символ «другого берега», в якому втілюються наскрізні мотиви твору. 
Насамперед, це мотив двійництва і внутрішньої роздвоєності. Найвиразніший вияв мотиву двійництва в романі – це образи Марка Мартовича й Ігора Забарського. 
Інше трактування символу «другого берега» – це потойбіччя, світ померлих. Недарма головний герой неодноразово звертається до вже померлого Ігоря:
|  | Чи ти згадуєш про мене там, на другому березі, Ігоре? |

Постає «другий берег» і своєрідним втіленням чужої душі, неосяжного світу іншої людини. 
|  | Між нами тільки стіл, але він жахливо широкий. Наче море. Ми по його противних краях, на двох протилежних берегах дійсності. Ми так близько й так… далеко |

|  | Ти вже відчинив собі інше вікно… вікно на другий берег. Одночасно ти тут є, й тебе нема. Одночасно ти слухаєш моєї сповіді й належиш до іншої дійсності |

## «Філософія мистецтва» в романі. Паралелі з Ортеґою-і-Ґасетом
Дослідник творчого доробку Б.-І. Антонича Д. Ільницький простежує певні перегуки між ідеями героїв роману «На другому березі» та вченнями тогочасного іспанського філософа Хосе Ортеґи-і-Ґасета.  
Марко розмірковує: 
|  | Треба вміти дивитися на світ. Це перша заповідь майбутніх поетів… Кожне покоління й кожна людина приносить на світ власні готові окуляри… Чи ми загалом бачимо дійсні явища та речі, чи тільки творива власних окулярів? |

Ці рядки, очевидно, нагадують порівняння Хосе Ортеґи-і-Ґасета нереалістичного мистецтва з віконним склом, у якому «предмет мистецтва є художнім тільки тоді, коли нереальний».
Інша теза, співзвучна в Антонича та Ортеґи-і-Ґасета, – це проблема мети мистецтва. «Метою мистецтва є викликувати в нашій психіці такі переживання, яких не дає нам реальна дійсність», – вважає Б.-I. Антонич. Він акцентує переживання, що їх викликає мистецтво, адже ці переживання «потрібні для нашої психіки», виконують і дидактичну, і естетичну функцію – «твір, що не сповнює цих умов, годі назвати мистецьким твором».

## Дослідження
Один з найвидатніших дослідників творчості Б.-І. Антонича, в тому ж числі – і незакінченого роману «На другому березі», є літературознавець М. Ільницький. Важливими є також праці Ірини Старовойт «Два береги незримої ріки. Тема з варіаціями» та Олени Галети «Поет на другому березі: процесуальність письма у прозі Богдана Ігоря Антонича» (Стаття 1 Стаття 2).